# Dichaetomyia polita
Dichaetomyia polita är en tvåvingeart som först beskrevs av Stein 1900.  Dichaetomyia polita ingår i släktet Dichaetomyia och familjen husflugor. Inga underarter finns listade i Catalogue of Life.